# Ōtsuki
Ōtsuki (大月市, Ōtsuki-shi) est une ville située dans la préfecture de Yamanashi, au Japon.

## Géographie

### Situation
Ōtsuki est située dans l'est de la préfecture de Yamanashi.

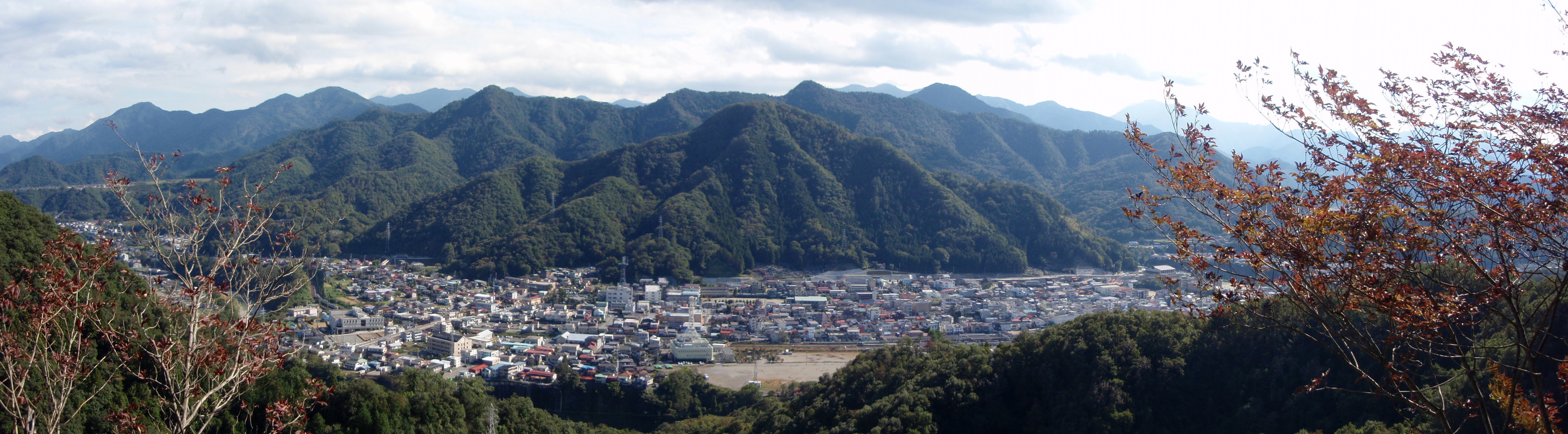
Panorama d'Ōtsuki.

### Démographie
Lors du recensement national de 2010, la population d'Ōtsuki était de 28 281 habitants répartis sur une superficie de 280,30 km2.

## Histoire
La ville d'Ōtsuki a été fondée le 8 août 1954.

## Transports
Ōtsuki est desservie par la ligne principale Chūō de la JR East ainsi que par la ligne Fujikyuko de la compagnie Fujikyu. La gare d'Ōtsuki est la principale gare de la ville.
L'autoroute Chūō passe par Ōtsuki.